# Just Godnič
Just Godnič, slovenski član TIGR, partizan in politični delavec, * 25. oktober 1908, Sveto, † 5. januar 1990, Golnik.

## Življenje in delo

### Otroštvo, mladost in poklic
Just Godnič se je rodil 25. oktobra 1908 v Svetem očetu Janezu in materi Frančiški, rojeni Abram. V družini je bilo devet otrok, doma so imeli kmetijo. Osnovno šolo je obiskoval v Komnu, kasneje pa se je v istem kraju izučil za čevljarja. 

### Ilegalno delovanje pred vojno
Ko se je vrnil iz služenja vojaškega roka, je odprl čevljarno v Trstu. V času fašističnega preganjanja Slovencev je bil član ilegalne celice v Komnu (1928–1931) – s pomočjo Vekoslava Špangerja, Draga Rupla in Ferda Bidovca je v Komen prinašal protifašistični tisk. Zaradi svoje dejavnosti je bil decembra 1930 aretiran in mučen, izpuščen je bil šele aprila naslednjega leta, ko je bil tudi izgnan iz Trsta. Sodeloval je tudi z Danilom Zelenom, Tonetom Černačem, Jožetom Kukcem in drugimi. Zaradi nevarnosti aretacije se je leta 1931 umaknil v Kraljevino Jugoslavijo in od tam s pomočjo tigrovcev na Primorsko prinašal tisk in orožje. Pomagal je tudi pri ustanavljanju ilegalnih celic širom rodne pokrajine ter sodeloval pri protifašističnih akcijah: ustrahovanju ovaduhov, spopadih z obmejnimi stražami, pripravi neizvedenega atentata na Mussolinija v Kobaridu ipd. Bil je tudi posrednik med protifašističnim centrom v Ljubljani in antifašisti v Avstriji, slednje je aktivno povezoval z Beogradom.
Godniča je policija nadzorovala tudi na območju Kraljevine Jugoslavije, zato se je večkrat selil ter skrival pri prijateljih in sorodnikih, nekaj časa je imel tudi ponarejene osebne dokumente. Prav tako je pomagal pri skrivanju in reševanju koroških tigrovcev Ferda Kravanje, Antona Ivančiča in Alojza Kneza, ko je Nemčija od Jugoslavije zahtevala njihovo izročitev.

### Medvojno delovanje v partizanih
Ob napadu Italije na Jugoslavijo, se je z avtomobilom odpravil proti Beogradu, da bi od tam pripeljal Alberta Rejca, vendar je s ponarejeno osebno izkaznico prišel zgolj do Sarajeva, zato se je obrnil in se mimo okupatorjeve vojske prebil do Novega mesta, kjer ga je v sestrini hiši skoraj ujela italijanska policija. Rešilo ga je zgolj to, da ga policisti, medtem ko je ležal v postalji, niso prepoznali. 
Medvojno delovanje je začel v Ribniški partizanski četi, v kateri se je pridružil tigrovcema Tonetu Černaču in Tonetu Majniku, konec leta 1941 pa sta s Černačem odšla v Pivko, da bi tam iz tigrovcev organizirala partizansko četo. Ker pa je bila večina tigrovcev zaprtih ali prebeglih, sta se naslednje leto vrnila v Ribniško partizansko četo. Godnič bi po navodilu nadrejenih spet moral na Primorsko, vendar je zaradi oteklih nog odšel na delo v okolico Trebnjega.

### Povojne službe
Po kapitulaciji Italije je bil imenovan za vodjo obveščevalnega centra pri Idrijsko-tolminskem odredu, po prenehanju njegovega delovanja pa za vodjo obveščevalnega centra Kuk za Tolminsko. Udeležil se je prvega izrednega oficirskega obveščevalnega tečaja pri glavnem štabu Slovenije v Metliki in po vojni delal v OZNA v Ljubljani. Pozneje se je zaposlil pri Elektro Slovenija in se je preselil v Kranj. Ustvaril si je tudi družino – njegov sin je dramski igralec Ivo Godnič. Po preselitvi je še naprej prevzemal nove družbeno-politične funkcije v sindikatih, Zvezi komunistov ipd. Umrl je 1990 na Golniku. Pokopan je v domači vasi Sveto. 